# جنگ داخلی افغانستان (۱۹۲۹–۱۹۲۸)
جنگ داخلی افغانستان از ۱۴ نوامبر ۱۹۲۸ تا ۱۳ اکتبر ۱۹۲۹ ادامه یافت. در جریان این جنگ سقاوی‌ها به فرماندهی حبیب‌الله کلکانی شورش کردند و با قبایل مخالف و شاهان رقیب در پادشاهی افغانستان جنگیدند که سرانجام محمد نادر شاه در میان آن‌ها به برتری رسید. سقاویان با وجود موفقیت‌های اولیه، مانند تصرف کابل و شکست امان‌الله خان در ۱۷ ژانویهٔ ۱۹۲۹ با تصرف قندهار در ۳ ژوئن، سرانجام توسط نیروهای ضدسقاوی به رهبری نادر در ۱۳ اکتبر ۱۹۲۹ از قدرت برکنار شدند و نادر نیز تا زمان ترور خود در ۳ نوامبر ۱۹۳۳ به عنوان پادشاه افغانستان حکومت کرد.
جنگ هنگامی آغاز شد که قبیلهٔ شینواری در جلال‌آباد قیام کرد و بیانیه‌ای را از ۱۰ شکایت که ۵ مورد از آن‌ها مربوط به دخالت امان‌الله در جایگاه زنان بود، اعلام کرد. اگرچه این شورش توسط نیرویی به رهبری علی احمد خان سرکوب شد، اما همزمان قیام سقاوی‌ها در شمال موفق شد شهر محاصره‌شدهٔ جبل‌السراج را پیش از حمله به کابل در ۱۴ دسامبر ۱۹۲۸ تصرف کند. اگرچه اولین حملهٔ سقاوی‌ها به کابل دفع شد، حملهٔ دوم آن‌ها مؤثر واقع شد و کابل در ۱۷ ژانویهٔ ۱۹۲۹ تصرف شد. دولت در آن زمان متمرکز بر اصلاحات اجتماعی مانند گسترش حقوق زنان و تصویب پیش‌نویس نظامی بود که پیش‌تر به شورش‌های ناموفق علیزی و خوست منجر شده بود. کلکانی مخالفان خود را به عنوان کفار محکوم کرد، در حالی‌که نیروهای وی مرتکب تجاوز جنسی و غارت شدند.
پس از تصرف کابل، سقاویان در ۹ فوریه یک دولت رقیب را در جلال‌آباد به رهبری علی احمد خان شکست دادند. سقاویان با وجود اینکه در جنگ شیخ‌آباد در اوایل ماه مارس از قندهار عقب‌نشینی کرده بودند، پس از مدت کوتاهی با محاصره توانستند قندهار را نیز تصرف کنند. با این حال، آن‌ها نتوانستند نادر خان را در درهٔ لوگر، که همراه با امان‌الله در ماه مارس به آن وارد شده بود، شکست دهند، گرچه امان‌الله در ۲۳ مه کشور را ترک کرد. نادر خان پس از یک بن‌بست چند ماهه، سرانجام موفق شد سقاوی‌ها را مجبور به عقب‌نشینی به کابل در اکتبر ۱۹۲۹ و سپس به ارگ کند. با تصرف ارگ در ۱۳ اکتبر ۱۹۲۹ جنگ داخلی پایان یافت، اگرچه فعالیت سقاوی‌ها تا سال ۱۹۳۱ ادامه داشت. جنگ داخلی همزمان با عملیات شوروی در شمال افغانستان برای مبارزه با جنبش باسمه‌چی صورت گرفت.
نیروهای نادر در جریان تسخیر کابل، بر خلاف دستورهای وی شهر را غارت کردند. پس از جنگ داخلی، نادر تاج‌وتخت را به امان‌الله واگذار نکرد و این منجر به چند شورش، از جمله شورش شینواری، شورش کوهستان، شورش غلجی و شورش مزرک شد. امان‌الله در طول جنگ جهانی دوم با کمک نیروهای محور برای به دست آوردن دوبارهٔ تاج‌وتخت تلاش کرد که ناکام ماند.